# Eduardo Alonso-Crespo
Eduardo Alonso-Crespo (18 de marzo de 1956) (también escrito Eduardo Alonso Crespo, sin guion intermedio) es un compositor argentino de música clásica. 

## Biografía
Compositor y director de orquesta argentino, Eduardo Alonso-Crespo nació en San Miguel de Tucumán en 1956 y creció en la vecina ciudad de Salta, en el Noroeste de ese país. Recibió su formación musical más temprana con Elizabeth Ocaña de García en Salta, mientras que su educación universitaria y diploma musical los obtuvo en la Escuela de Artes Musicales de la Universidad Nacional de Tucumán, universidad de la que obtuvo también su título de ingeniero civil. Posteriormente viajó a los EE. UU. a través de una beca Fulbright y obtuvo su grado de master en la Universidad de Carnegie Mellon de la ciudad de Pittsburgh, luego de estudiar con los maestros Lukas Foss, Leonardo Balada y Samuel Jones. Educación adicional provino de seminarios y talleres con los maestros Max Rudolf, Gunther Schuller, Julio Lazarte y Henry Holt.
Además de haber compuesto un importante cuerpo de música de cámara y sinfónica, Alonso-Crespo ha producido un significativo número de obras escénicas; entre ellas el ballet Medea (escenificado en 1985), la música incidental para Macbeth, ganadora del Premio Iris Marga a la mejor música original para teatro (escenificada en 1994), la ópera Putzi (escenificada en 2004), basada en una anécdota de la vida de Franz Liszt, y la ópera Juana, la loca (escenificada en 1991), compuesta en conmemoración del 500 aniversario del descubrimiento de América. En 1986 Alonso-Crespo fue invitado a presentar una ópera y un ballet simultáneamente para el Primer Festival de Verano Ciudad de Buenos Aires, y en ese mismo año recibió la beca del Fondo Nacional de las Artes de la República Argentina para la composición de su segunda ópera. Su producción concertante incluye nueve conciertos. Hasta la actualidad Alonso-Crespo ha estrenado cuatro sinfonías, de las cuales la primera (op.18) fue seleccionada en 2006 como obra obligatoria del «VIII Curso Internacional de Directores de Orquesta» de la Orquesta Sinfónica de la Universidad de Concepción en Chile. La última obra de este género, su Sinfonía n.º 5, fue comisionada por el Ente Cultural de Tucumán en conmemoración del Bicentenario de la Independencia de Argentina y recibirá su estreno el 24 de mayo de 2016. 
Sus obras han sido interpretadas en los EE. UU., Canadá, México, Venezuela, Colombia, Perú, Chile, Brasil, Paraguay, Bolivia, Argentina, China, Taiwán, Indonesia, Japón, Alemania, los Países Bajos, Finlandia, Polonia, Portugal, el Reino Unido, Italia, España y Francia, y en prestigiosas salas incluyendo el Teatro Colón de Buenos Aires, el Carnegie Recital Hall en Nueva York, la Iglesia de la Madeleine en París, el De Doelen Grand Hall en Róterdam, el Teatro Teresa Carreño en Caracas, el Teatro La Fenice en Venecia y el Palacio Real de Queluz en Lisboa. 
Debido a la inversión cronológica entre las temporadas artísticas de los hemisferios norte y sur, Alonso-Crespo se desempeñó simultáneamente como Director Musical de la Orquesta Sinfónica de Tucumán en Argentina y Director Musical del Carnegie Mellon Contemporary Ensemble en los EE. UU. durante 12 años (1989-2000). Otros puestos incluyeron los de Compositor Residente y Director Invitado Principal de la Orquesta Sinfónica de Salta, Director Musical de la Orquesta Estable de Tucumán en Argentina (la orquesta del Teatro de Ópera y Ballet de Tucumán), Director Residente de la Universidad de Carnegie Mellon, Director Asociado de la Carnegie Mellon Philharmonic y Director Musical del Carnegie Mellon Wind Ensemble. En 1998 hizo su debut en el prestigioso Teatro Colón de Buenos Aires con una aclamada versión de la Cuarta Sinfonía de Mahler. Compromisos más recientes como director incluyen a la Orquesta Real de Sevilla, España, con la que grabó para el sello británico Naxos. Alonso-Crespo ha mantenido una activa agenda como director invitado con la mayoría de las orquestas argentinas, así como con conjuntos y orquestas en Europa, Latinoamérica y los EE. UU.

## Premios y distinciones
- Premio Alejandro Shaw de la Academia Nacional de Bellas Artes de la República Argentina, junto a las dos Menciones Honoríficas creadas especialmente por el jurado en esa ocasión (1981)
- Segundo Premio de Composición de la Fundación San Telmo (1982)
- Primer Premio del Primer Concurso de Composición de la Fundación Promúsica y de la Cancillería Argentina (1983)
- Segundo Premio de Composición de la Universidad Nacional de La Plata (1983)
- Primer y Segundo Premios – simultáneamente – del Concurso de Composición Luis Gianneo (1983)
- Premio Internacional de Composición Cristóbal Colón de Música Sinfónica (1986)
- Tercer Premio del Concurso Internacional de Composición Viotti-Valsesia (1986)
- Mención Honorífica de la Secretaría de Cultura de la República Argentina (1987)
- Premio del Régimen de Encargos de Música Sinfónica del Fondo Nacional de las Artes de la República Argentina (1987)
- Premio Iris Marga a la Mejor Música de Teatro (1994)
- Primer Premio de Composición de la Orquesta Sinfónica de Bahía Blanca (1994)
- Músico del Año (Salta, Argentina, 1990)
- Ciudadano Distinguido (Tucumán, Argentina, 1998)
- Distinción de la Asociación de Críticos Musicales de Argentina a la trayectoria como compositor (2024)

## Intérpretes
Intérpretes destacados de la música de Alonso-Crespo incluyen la Orquesta Sinfónica Nacional de Argentina, la Orquesta Sinfónica Nacional de Colombia, la Orquesta Sinfónica Nacional de Perú, la Orquesta Filarmónica de Buenos Aires, las Orquestas Sinfónicas de Tucumán, Rosario, San Juan, Mendoza, Entre Ríos, Salta y Córdoba en la Argentina, las orquestas sinfónicas de Mérida, Falcón, Rafael Urdaneta y Nueva Esparta en Venezuela, la Orquesta Sinfónica de Concepción y la Orquesta Clásica de Santiago en Chile, el Octeto de Cuerdas de la Filarmónica de Berlín, la Kammerorchester Riegelsberg y la Neue Philharmonie Westfalen en Alemania, la Orquesta Metropolitana de Lisboa en Portugal, la Sudets Philarmonie en Polonia, la Orchestre Sinfonietta de París en Francia, la Orquesta de la Ciudad de Mikkeli en Finlandia, la Pittsburgh Symphony Nuance Series, la Cincinnati Chamber Orchestra, la Point Chamber Orchestra, la North-South Chamber Orchestra y la Carnegie Mellon Chamber Orchestra en los EE. UU., la Orquesta de Cámara Mayo, la Orquesta Municipal de Córdoba, la Orquesta de Cámara Municipal de Rosario, la Banda Sinfónica de Córdoba y las orquestas sinfónicas juveniles nacionales de Argentina y México entre muchos otros. 
Conjuntos de cámara incluyen el Octeto de Cuerdas de la Filarmónica de Berlín, el Cuarteto Athenäum de la Filarmónica de Berlín, la Camerata Lysy, la Camerata Lazarte, la Camerata de México, el Carnegie Mellon Contemporary Ensemble, el Carnegie Mellon Wind Ensemble, el Cuarteto Latinoamericano, el American Composers Orchestra String Quartet y el Cuarteto Clásico Argentino. La lista de coros que interpretaron la música de Alonso-Crespo comprende el Saint Olaf Choir, el TMEA All-State Mixed Choir y el Central Missouri State University Concert Choir en los EE. UU., el Kammerchor Ettlingen en Alemania, los Batavia Madrigal Singers en Indonesia, el Coro Tsuruoka Doyokai en Japón, el Coro Sorelle en el Reino Unido, el Coro Nacional Juvenil, el Coro Estable de Tucumán, el Coro del Instituto del Teatro Colón y el Coro Ars Nova en Argentina, y el Coro Mundial de Jóvenes integrado por coreutas de alrededor del mundo. 
Distinguidos solistas de los conciertos para solista y orquesta de Alonso-Crespo son Andrés Cárdenes, concertino de la Pittsburgh Symphony Orchestra, Laurentius Dinca, de la Orquesta Filarmónica de Berlín, Santiago Garmendia, de la Orquesta Sinfónica Simón Bolívar, el prestigioso guitarrista Eduardo Isaac, y el pianista Horacio Lavandera, entre muchos otros.

## Discografía
Los discos compactos de Eduardo Alonso-Crespo incluyen a la Cincinnati Chamber Orchestra (Oberturas y Danzas de Óperas de Alonso-Crespo), la Camerata Lazarte (Macbeth), el Carnegie Mellon Wind Ensemble (Epic Dances), el Coro Ars Nova (Pachamama), el St. Olaf Choir (Waynápaq Taki), Andrea Merenzon junto a miembros de la Orquesta Filarmónica de Buenos Aires (Concierto para Fagot y Orquesta), el Trío Cordilleras (Piano Trio op. 30) y Eleanor Weingartner junto a la Camerata de las Américas dirigida por José Luis Castillo (Concierto para Clarinete). Trabajos más recientes para disco compacto incluyen la grabación de los Divertimentos de Leonardo Balada junto al Carnegie Mellon Contemporary Ensemble para Albany Records, y un disco compacto para Naxos al frente de la Orquesta Real de Sevilla.

## Obras (en orden cronológico)

### Obras escénicas
- Medea, ballet para coro y orquesta (1984)
- Putzi, ópera en un acto, para solistas y orquesta (1986, rev. en 2004)
- Juana, la loca, ópera en dos actos, para solistas, coro y orquesta (1990)
- Macbeth, música incidental para orquesta de cámara (1994)

### Obras para orquesta
- Sinfonietta, para orquesta de cuerdas (1981)
- Mephisto, vals de la ópera Putzi, para orquesta (1986)
- Obertura de la ópera Juana, la loca, para orquesta (1989)
- Música de Ballet de la ópera Juana, la loca, para orquesta (1989)
- Preludio para la ópera Yubarta, para orquesta (1992)
- Lady Macbeth, para orquesta de cuerdas (1996)
- El Valle de los Menhires, versión para orquesta de cuerdas (1997)
- Canto de la Mañana, para orquesta de cuerdas (1997)
- Variaciones Dowland, para orquesta (1999-2000)
- Pachamama (Madre Tierra), para coro femenino o coro de niños y orquesta de cuerdas (cantado en español) (2000)
- Sinfonía no. 1, para orquesta (2002-2003)
- El Valle de los Menhires, versión para orquesta (2005)
- Sinfonía no. 2, para orquesta (2005-2006)
- Sinfonía no. 3 (Sinfonía Lírica), para soprano y orquesta (2006-2007)
- Sinfonía no. 4 Hoka-Néni, para orquesta (2007)
- Sinfonía no. 5, para orquesta (2016)
- Sinfonía no. 6 (Coral), para coro mixto y orquesta (2019)
- Allegro brioso, para orquesta de cuerdas con piano obligato (2020)
- Concerto Grosso, para orquesta de cuerdas con piano obligato (2020)

### Música concertante
- Concierto para Piano no. 1 (Comentarios sobre tres valses de Alberdi), para piano y orquesta (1983)
- Tibia Piel, dúo para soprano, tenor y orquesta (1990)
- Concierto para Fagot y Orquesta (Danzas Urbanas) (1995-1996)
- Chacona en tiempo de tango, para violín y orquesta de cuerdas (2001)
- Concierto para Clarinete, para clarinete y orquesta de cuerdas (2001-2002)
- Concierto para Piano no. 2, para piano y orquesta de cuerdas (2002)
- Concierto para Viola, para viola y orquesta de cuerdas (2002)
- Concierto para Violín no. 1 (Concierto en tiempo de tango), para violín y orquesta de cuerdas (2004)
- Concierto para Piano no. 3, para piano y orquesta (2004-2005)
- Concierto para Guitarra, para guitarra y orquesta (2011)
- Doble Concierto para Oboe y Clarinete, para oboe, clarinete y orquesta (2012)
- Concierto para Contrabajo, para contrabajo y orquesta (2017)
- Concierto para Violín no. 2, para violín y orquesta (2017)
- Concierto para Arpa, para arpa y orquesta (2018)
- Date a volar, lied sinfónico para soprano y orquesta (2019)
- Concierto para Flauta, para flauta y orquesta de cuerdas (2019)
- Concierto para Trompeta piccolo y orquesta (2019)
- Concierto para Corno y orquesta (2020)
- Doble Concierto para Violín, Viola y orquesta de cuerdas (2022)
- Variaciones Concertantes para violín y orquesta (2024)

### Música de cámara
- Cuarteto de Cuerdas no. 1 (1982)
- Obertura de la ópera Juana, la loca, versión para conjunto de cámara (1989)
- Epic Dances, para conjunto de vientos (1993)
- Macbeth Suite, para conjunto de cámara (1994)
- Cuarteto de Cuerdas no. 2 El Valle de los Menhires (1996)
- Sexteto, para piano, dos violines, viola, chelo y contrabajo (2010)
- Trío, para piano, violín y chelo (2013)
- Quinteto, para clarinete y cuarteto de cuerdas (2013)

### Música coral
- Pachamama (Madre Tierra), para coro femenino o coro de niños (cantado en español) (1998-1999)
- Waynápaq Taki (Canto del Adolescente), para coro mixto (cantado en quechua) (2001)
- Ara Pana (Vuela, mariposa), para coro femenino o coro de niños (cantado en español y en dialecto chiriguano-chané) (2003)